# Eisenhowerdoktrinen

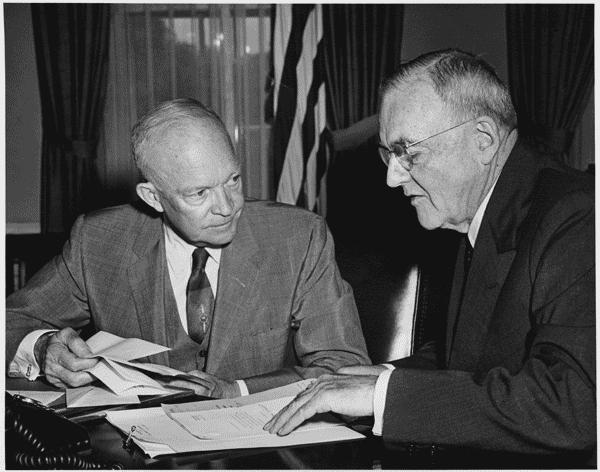
Eisenhower och USA:s utrikesminister Dulles.

Eisenhowerdoktrinen var en politisk doktrin som presenterades av USA:s president Dwight D. Eisenhower för kongressen den 5 januari 1957. Där förklarade presidenten att USA ekonomiskt skulle stödja de länder i Mellanöstern som ville få till stånd ett nationellt självbestämmande samt att man militärt skulle stödja de länder i regionen som hotades av anfall från "länder som kontrolleras av den internationella kommunismen".
Doktrinen skall ses i ljuset av Suezkrisen som hade inträffat hösten innan och som inneburit att Storbritannien och Frankrike förlorat inflytande i regionen. Eisenhower var orolig att Sovjetunionen skulle försöka göra framstötar för att öka sitt inflytande i Mellanöstern. Särskilt oroande var att Egyptens ledare Nasser hade försökt att spela ut USA mot Sovjetunionen i försöken att få ekonomiskt bistånd till bygget av Assuandammen. 
Doktrinen kunde dock inte förhindra att Nasser fick ett allt större inflytande i Mellanöstern. Att Sovjetunionen aldrig fick något särskilt stort inflytande över Egypten berodde snarare på att Nasser förespråkade en "positiv neutralitet" och inte ville binda sig vid något av lägren under Kalla kriget.
Politiskt sett innebar doktrinen att USA stödde de västvänliga monarkierna Jordanien, Irak och Saudiarabien, de kungadömen som var direkt i skottgluggen för Nassers panarabism och radikalism. Från militär synpunkt kom doktrinen till användning i juli 1958 när amerikanska trupper ingrep i krisen i Libanon efter att Libanons president Camille Chamoun bett om hjälp. I praktiken innebar doktrinen att USA ville göra allt för att motverka Nassers pan-arabism och att arabländerna enas och bildar en stormakt och var en fortsättning på brittisk-fransk Sykes-Picot-politik efter Osmanska rikets fall.